# Shunling
Shunling (chinesisch 舜陵街道, Pinyin Shùnlíng Jiēdào) ist ein Straßenviertel im Kreis Ningyuan der Stadt Yongzhou in der Provinz Hunan der Volksrepublik China. Der Gemeindecode ist 431126001, die Bevölkerung beläuft sich auf 46.200 Personen bei einer Fläche von 42,6 km².
Das Straßenviertel setzt sich aus fünfzehn administrativen Dörfern und drei Nachbarschaftskomitees zusammen.